# Virs
Virs település Romániában, Erdélyben, Fehér megyében.

## Fekvése
Topánfalva  közelében fekvő település.

## Története
Virs korábban Topánfalva része volt, majd különvált Dănduț, Fața Abrudului, Furduiești és Poduri.
1956-ban 202 lakosa volt. 1966-ban 254, 1977-ben 160, 1992-ben 187, a 2002-es népszámláláskor 184 román lakosa volt.